# 中央選挙管理委員会 (大韓民国)

大韓民国中央選挙管理委員会のロゴ

2013年以前の大韓民国中央選挙管理委員会のロゴ

2018年以前の大韓民国中央選挙管理委員会の紋章

大韓民国中央選挙管理委員会（だいかんみんこくちゅうおうせんきょかんりいいんかい、韓国語: 대한민국중앙선거관리위원회、漢字: 大韓民國中央選擧管理委員會）は、大韓民国（韓国）における選挙と政党及び政治資金に関する事務を管理統括する韓国政府の行政機関である。韓国における中央選挙管理委員会は大韓民国憲法の第7章「選挙管理委員会」に基づいて設置される憲法上の機関で、他の行政機関から独立した機関である。

## 概要
1948年8月の韓国政府発足後、選挙に関する事務を統括する機関として「選挙委員会」が設置されたが、行政府からの独立性と公正性を確保することが困難な状態に置かれ、1960年3月の大統領選挙における大規模な不正選挙（3・15不正選挙）を招く結果となった。この反省に立って、公正な選挙の実施のため、1962年の第5次憲法改正において選挙管理に関する規定が憲法上に明記されることになった。
現行の第6共和国憲法では第114条において「選挙及び国民投票の、公正な管理及び政党に関する事務を処理するため、選挙管理委員会を置く」と規定され、中央選挙管理委員会は、大統領が任命する委員3名、国会で選出する委員3名および大法院（日本における最高裁判所に相当）院長が指名する3名の計9名によって構成されている。委員の任期は6年で、弾劾もしくは禁固刑以上の刑罰によらなければ罷免されない。また委員は政治的中立性を確保するため、政党加入と政治関与が禁止されている。

## 組織と職務
選挙管理委員会の組織と職務については、選挙管理委員会法に定められている。

### 組織
中央委員会の下には事務局とインターネット選挙報道審議委員会および中央選挙放送討論委員会が設置されている。そして事務局には国務委員級の事務総長、次官級の事務次長および2室（企画管理室・選挙政策室）、6局、1官（監査官）、1院（選挙研修院）が設置されている。
- 事務総長
- 事務次長
- 代弁人
- 監査官
- 企画管理室　　
  - 企画局
  - 国際選挙企画部
  - 管理局
  - 行政局
- 選挙政策室
  - 法制局
  - 調査局
  - 広報局
- 選挙研修院
- インターネット選挙報道審議委員会
- 中央選挙放送討論委員会

出典：중앙선거관리위원회 조직구성（中央選挙管理委員会組織構成）.中央選挙管理委員会ホームページ（2013年11月24日閲覧）

### 職務
- 各種選挙管理
- 政党事務管理
- 政治資金事務管理
- 民主市民政治教育
- 選挙・政治制度研究

出典：중앙선거관리위원회 업무범위（中央選挙管理委員会任務範囲）.中央選挙管理委員会ホームページ（2013年11月24日閲覧）